# 시부시시
시부시시(일본어: 志布志市)는 일본 가고시마현 동부에 있는 시이다. 2006년 1월 1일에 소오군(曽於郡) 마쓰야마정(松山町), 시부시정(志布志町), 아리아케정(有明町)이 합병하면서 탄생했다.
남부는 시부시만과 접하고 일본의 핵심 국제 항만인 시부시항이 정비되어 있다. 시부시항에서는 일본 국내외로 가는 복수의 항로가 있어 규슈 남부 지역에서 중요한 역할을 담당하고 있다.

## 지리
가고시마현 동부 오스미반도의 밑동 부분에 있으며 미야자키현과 접한다. 남쪽은 시부시만과 접한다.

### 인접한 자치체
- 가고시마현
  - 소오시
  - 소오군 오사키정

- 미야자키현
  - 미야코노조시
  - 구시마시

## 역사
폐번치현 때까지는 휴가국 모로카타군에 속했다. 폐번치현 후 가고시마현에 속했으나 이후 미야코노조현, 미야자키현에 편입되었고 1876년에 다시 가고시마현에 속하게 되어 현재에 이른다.
- 1889년 4월 1일 - 정촌제 시행으로 미나미모로카타군 시부시촌·마쓰야마촌·오사키촌이 성립하였다.
- 1891년 2월 - 시부시촌이 히가시시부시촌·니시시부시촌·쓰키노촌으로 분할되었다.
- 1897년 4월 1일 - 군 구획 개정으로 미나미모로카타군과 히가시소오군이 통합되어 소오군이 되었다.
- 1913년 7월 1일 - 히가시시부시촌이 정으로 승격해 시부시정이 되었다.
- 1958년 4월 1일
  - 마쓰야마촌이 정으로 승격해 마쓰야마정이 되었다.
  - 니시시부시촌이 정으로 승격, 개칭해 아리아케정이 되었다.
- 2006년 1월 1일 - 소오군 시부시정, 마쓰야마정, 아리아케정이 합병해 시부시시가 성립하였다.

## 경제
특산품은 딸기·멜론·차·뱀장어이다.

## 교통

### 철도
- 규슈 여객철도 니치난선

### 도로
- 국도 220호선(국도 448호선과 중복)
- 국도 269호선

## 인구
| 연도                           | 인구   | ±%     |
| ------------------------------ | ------ | ------ |
| 1950                           | 50,726 | —      |
| 1955                           | 53,199 | +4.9%  |
| 1960                           | 51,766 | −2.7%  |
| 1965                           | 46,801 | −9.6%  |
| 1970                           | 40,812 | −12.8% |
| 1975                           | 37,930 | −7.1%  |
| 1980                           | 38,404 | +1.2%  |
| 1985                           | 38,387 | −0.0%  |
| 1990                           | 37,316 | −2.8%  |
| 1995                           | 36,694 | −1.7%  |
| 2000                           | 35,966 | −2.0%  |
| 2005                           | 34,770 | −3.3%  |
| 2010                           | 33,041 | −5.0%  |
| 2015                           | 31,479 | −4.7%  |
| 2020                           | 29,329 | −6.8%  |
| Shibushi population statistics |        |        |

## 기후
| 시부시시의 기후                                              | 시부시시의 기후 | 시부시시의 기후 | 시부시시의 기후 | 시부시시의 기후 | 시부시시의 기후 | 시부시시의 기후 | 시부시시의 기후 | 시부시시의 기후 | 시부시시의 기후 | 시부시시의 기후 | 시부시시의 기후 | 시부시시의 기후 | 시부시시의 기후 |
| 월                                                           | 1월             | 2월             | 3월             | 4월             | 5월             | 6월             | 7월             | 8월             | 9월             | 10월            | 11월            | 12월            | 연간            |
| ------------------------------------------------------------ | --------------- | --------------- | --------------- | --------------- | --------------- | --------------- | --------------- | --------------- | --------------- | --------------- | --------------- | --------------- | --------------- |
| 역대 최고 기온 °C (°F)                                       | 23.9 (75.0)     | 25.1 (77.2)     | 27.4 (81.3)     | 29.7 (85.5)     | 31.7 (89.1)     | 33.4 (92.1)     | 36.4 (97.5)     | 36.7 (98.1)     | 35.7 (96.3)     | 32.5 (90.5)     | 29.4 (84.9)     | 23.7 (74.7)     | 36.7 (98.1)     |
| 일평균 최고 기온 °C (°F)                                     | 13.5 (56.3)     | 14.8 (58.6)     | 17.6 (63.7)     | 21.7 (71.1)     | 25.0 (77.0)     | 26.6 (79.9)     | 30.8 (87.4)     | 31.6 (88.9)     | 29.4 (84.9)     | 25.3 (77.5)     | 20.4 (68.7)     | 15.4 (59.7)     | 22.7 (72.8)     |
| 일일 평균 기온 °C (°F)                                       | 7.2 (45.0)      | 8.5 (47.3)      | 11.6 (52.9)     | 15.8 (60.4)     | 19.5 (67.1)     | 22.5 (72.5)     | 26.3 (79.3)     | 26.7 (80.1)     | 24.2 (75.6)     | 19.4 (66.9)     | 14.2 (57.6)     | 9.1 (48.4)      | 17.1 (62.8)     |
| 일평균 최저 기온 °C (°F)                                     | 2.2 (36.0)      | 3.3 (37.9)      | 6.3 (43.3)      | 10.5 (50.9)     | 14.9 (58.8)     | 19.3 (66.7)     | 23.0 (73.4)     | 23.4 (74.1)     | 20.6 (69.1)     | 15.0 (59.0)     | 9.4 (48.9)      | 4.0 (39.2)      | 12.7 (54.8)     |
| 역대 최저 기온 °C (°F)                                       | −6.8 (19.8)     | −6.9 (19.6)     | −4.0 (24.8)     | −0.2 (31.6)     | 5.5 (41.9)      | 11.3 (52.3)     | 15.4 (59.7)     | 17.0 (62.6)     | 10.3 (50.5)     | 3.2 (37.8)      | −1.7 (28.9)     | −4.9 (23.2)     | −6.9 (19.6)     |
| 평균 강수량 mm (인치)                                        | 72.5 (2.85)     | 112.3 (4.42)    | 171.0 (6.73)    | 191.9 (7.56)    | 218.0 (8.58)    | 556.4 (21.91)   | 365.5 (14.39)   | 225.3 (8.87)    | 254.5 (10.02)   | 134.7 (5.30)    | 111.5 (4.39)    | 78.9 (3.11)     | 2,457.9 (96.77) |
| 평균 강수일수 (≥ 1.0 mm)                                     | 7.3             | 8.5             | 12.0            | 10.5            | 10.4            | 16.7            | 11.7            | 11.7            | 11.1            | 7.9             | 8.0             | 6.6             | 122.4           |
| 평균 월간 일조시간                                           | 170.7           | 158.2           | 178.2           | 186.0           | 183.1           | 109.5           | 198.6           | 224.5           | 174.7           | 181.6           | 165.1           | 168.7           | 2,102.1         |
| 출처: 일본 기상청 (평년값: 1991년~2020년, 극값: 1977년~현재) |                 |                 |                 |                 |                 |                 |                 |                 |                 |                 |                 |                 |                 |